# Лексингтон (Јужна Каролина)
Лексингтон (енгл. Lexington) град је у америчкој савезној држави Јужна Каролина.

## Демографија
По попису из 2010. године број становника је 17.870, што је 8.077 (82,5%) становника више него 2000. године.
| Група             | 2000.         | 2010.          |
| Белци             | 8.089 (82,6%) | 14.027 (78,5%) |
| Афроамериканци    | 1.222 (12,5%) | 2.264 (12,7%)  |
| Азијати           | 201 (2,1%)    | 665 (3,7%)     |
| Хиспаноамериканци | 187 (1,9%)    | 631 (3,5%)     |
| Укупно            | 9.793         | 17.870         |